# Prebenda
Il termine prebenda indica un beneficio ecclesiastico, solitamente derivante dalla gestione di un canonicato. Il beneficiario prende il nome di prebendario.

## Significato
In alcuni casi viene intesa come "beneficio privo di cura d'anime", in latino sine cura animarum. In epoca medioevale rappresentavano elementi di prestigio offerti in dono da signorotti e nobili per ingraziarsi personaggi potenti o per dimostrare riconoscenza a loro alleati.
Per estensione il termine è passato a indicare un regalo o un omaggio fatto a qualcuno.

## Storia
L'inizio del XII secolo vide lo sviluppo di istituzioni addizionali per il conferimento delle prebende, con le quali venivano fissati gli incarichi nelle cattedrali, garantendo rendite indipendenti dalla cattedrale stessa che venivano assegnate ai canonici della cattedrale, solitamente membri ultrogeniti dell'aristocrazia locale.
Le prebende vennero abolite da Enrico VIII in Inghilterra nel 1547 come parte del suo programma di riforma della chiesa inglese con l'Act for the Dissolution of Collegiate Churches and Chantries. Malgrado questo, alcune prebende storiche come quella della chiesa di St Endellion, in Cornovaglia, vennero mantenute e ancora oggi si trovano all'attivo.
A oggi il titolo di prebendario viene mantenuto attivo all'interno di alcune diocesi come quelle di Lichfield, Lincoln e Londra come titolo onorario concesso ai parroci più anziani o per lungo e onorato servizio nella diocesi. Tali sacerdoti godono del titolo di prebendari e hanno un ruolo amministrativo all'interno della cattedrale cittadina.
Le prebende inoltre potevano essere utilizzate dai sovrani delle monarchie moderne del Cinquecento per legare a sé i nobili, i membri delle assemblee, comunità autonome, in rapporto a esigenze belliche.